# Netelia formosana
Netelia formosana là một loài tò vò trong họ Ichneumonidae.